# Condylorrhiza
Condylorrhiza é um gênero de mariposa pertencente à família Crambidae.